# Franz Xaver Eggert

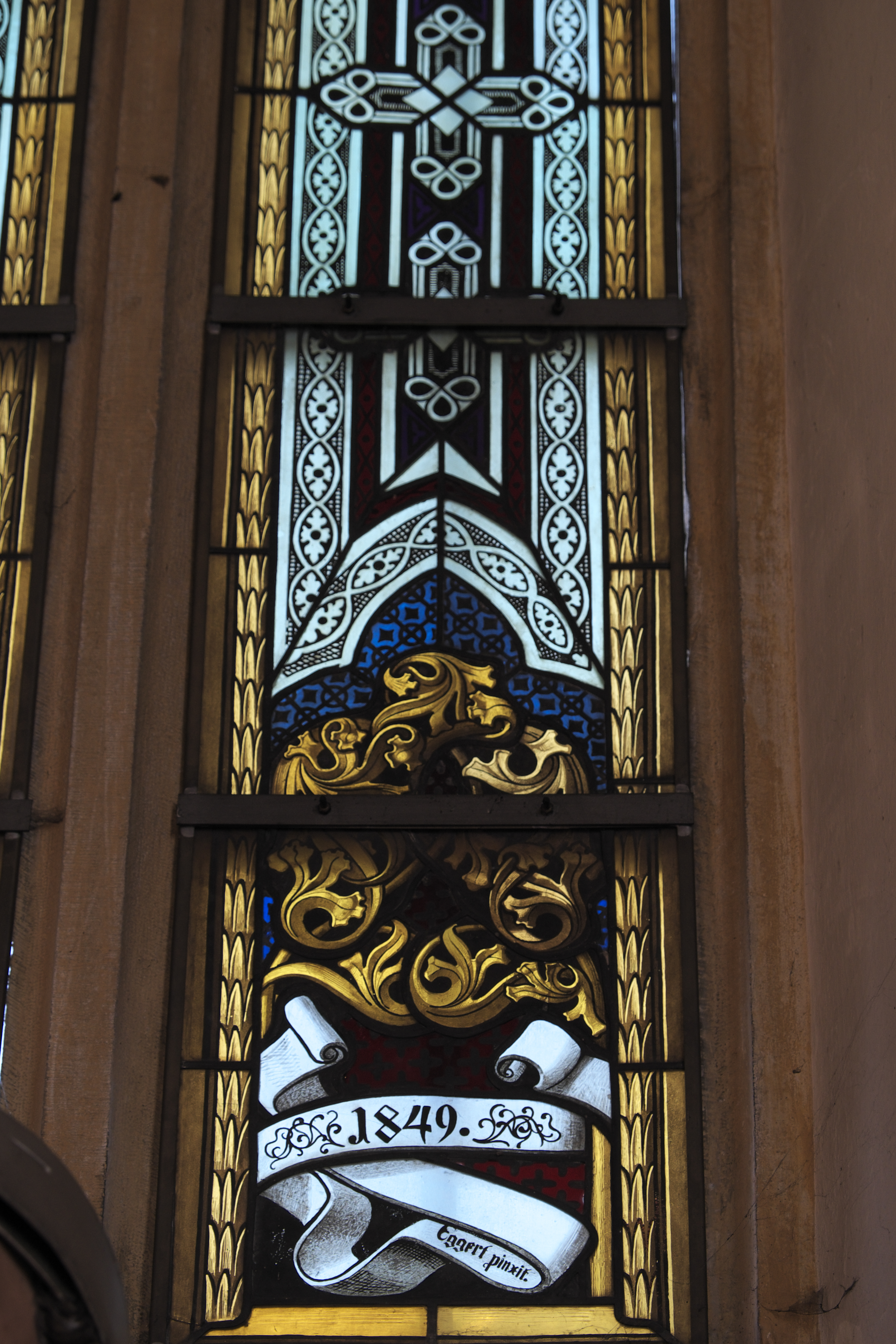
Glasmålning i Eggerts hemstad Höchstädt an der Donau.

Franz Xaver Eggert, född den 11 november 1802 i Höchstädt an der Donau, död den 14 oktober 1876 i München, var en tysk glasmålare.
Eggert bidrog i väsentlig mån (bland annat genom sina fönstermålningar i den nya kyrkan i Au, vid München, samt i domkyrkorna i Regensburg och Köln) att återuppliva och fullkomna den länge förgätna glasmålningskonsten.